# 2726 Kotelnikov
2726 Kotelnikov (1979 SE9) là một tiểu hành tinh vành đai chính được phát hiện ngày 22 tháng 9 năm 1979 bởi N. Chernykh ở Nauchnyj.
The asteroid is được đặt theo tên của Soviet scientist Vladimir Kotelnikov.